# Urticina piscivora
Urticina piscivora is een zeeanemonensoort uit de familie Actiniidae. De anemoon komt uit het geslacht Urticina. Urticina piscivora werd in 1978 voor het eerst wetenschappelijk beschreven door Sebens & Laakso. 